# Andrei Suraikin
Andrei Alexandrovich Suraikin (em russo:  Андрей Александрович Сурайкин; Leningrado, RSFS da Rússia, 20 de outubro de 1948 - 28 de setembro de 1996) foi um patinador artístico russo, que competiu em provas de duplas representando a União Soviética. Ele conquistou uma medalha de prata olímpica em 1972 ao lado de Lyudmila Smirnova, e três medalhas de prata em campeonatos mundiais.

## Principais resultados

### Com Lyudmila Smirnova
| Resultados                                            | Resultados       | Resultados       | Resultados       | Resultados    | Resultados    | Resultados    | Resultados    | Resultados    | Resultados    | Resultados    | Resultados    | Resultados    |
| Internacional                                         | Internacional    | Internacional    | Internacional    | Internacional | Internacional | Internacional | Internacional | Internacional | Internacional | Internacional | Internacional | Internacional |
| Evento/Temporada                                      | 1969– 1970       | 1970– 1971       | 1971– 1972       |               |               |               |               |               |               |               |               |               |
| ----------------------------------------------------- | ---------------- | ---------------- | ---------------- | ------------- | ------------- | ------------- | ------------- | ------------- | ------------- | ------------- | ------------- | ------------- |
| Jogos Olímpicos                                       |                  |                  | Medalha de prata |               |               |               |               |               |               |               |               |               |
| Campeonato Mundial                                    | Medalha de prata | Medalha de prata | Medalha de prata |               |               |               |               |               |               |               |               |               |
| Campeonato Europeu                                    | Medalha de prata | Medalha de prata | Medalha de prata |               |               |               |               |               |               |               |               |               |
| Prize of Moscow News                                  | Medalha de prata | Medalha de ouro  | Medalha de prata |               |               |               |               |               |               |               |               |               |
| Universíada                                           | Medalha de ouro  |                  |                  |               |               |               |               |               |               |               |               |               |
| Nacional                                              |                  |                  |                  |               |               |               |               |               |               |               |               |               |
| Campeonato Soviético                                  | Medalha de prata | Medalha de prata |                  |               |               |               |               |               |               |               |               |               |
|                                                       |                  |                  |                  |               |               |               |               |               |               |               |               |               |
| Legenda: Competição não foi disputada nesta temporada |                  |                  |                  |               |               |               |               |               |               |               |               |               |